# نشان ملی نپال
نشان نپال نشان رسمی کشور نپال است و توسط دولت نپال و بسیاری از سازمان‌های دولتی استفاده می‌شود. در ۱۳ ژوئن ۲۰۲۰، این نشان برای گنجاندن نقشه‌ای جدید و اصلاح شده منتشر شد که شامل ادعاهای نپالی‌ها در مورد قلمرو کالاپانی و گذرگاه لیپولخ است،

## ویژگی‌ها
این نشان شامل پرچم نپال، کوه اورست، تپه‌های سبز نماد مناطق تپه‌ای نپال و رنگ زرد نماد منطقه حاصلخیز تریا، دست‌های مرد و زن است که برای نماد برابری جنسیتی به هم می‌پیوندند، و گلدسته ای از خرزه هندی (گل ملی) که گوراش (Guraash؛ गूराश) نیز نامیده می‌شود. بالای این یک سطح سفید به شکل نپال است.

### شعار
در پایه طراحی، یک نوار قرمز دارای شعار ملی به زبان سانسکریت است: जननी जन सरगादपी (Jananī Janmabhūmiśca Svargādapi Garīyasī)، که ترجمه می‌شود «مادر و سرزمین مادری مهم‌تر از عرش هستند».

## تاریخ نشان ملی

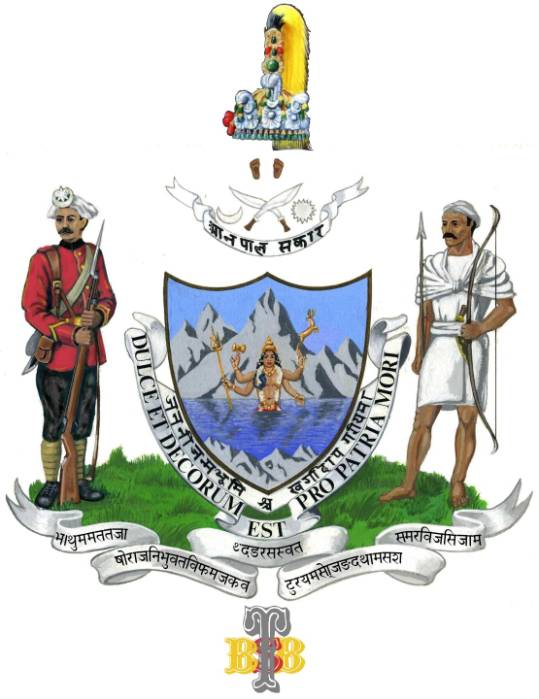
نشان پادشاهی نپال (۱۹۳۵)
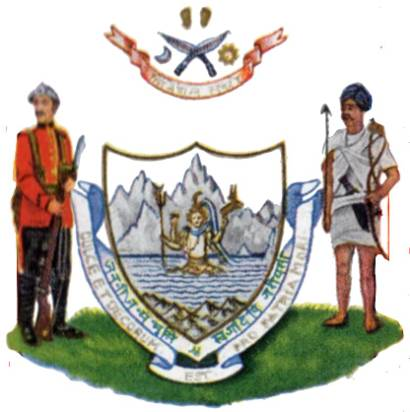
نشان پادشاهی نپال (۱۹۳۵-۱۹۴۶)
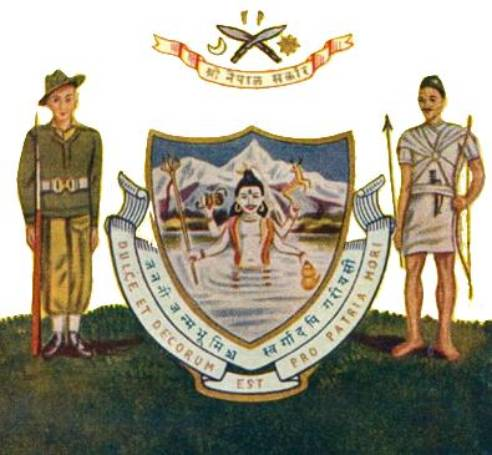
نشان پادشاهی نپال (۱۹۴۶–۱۹۶۲)
نشان پادشاهی نپال (۱۹۶۲–۲۰۰۸)
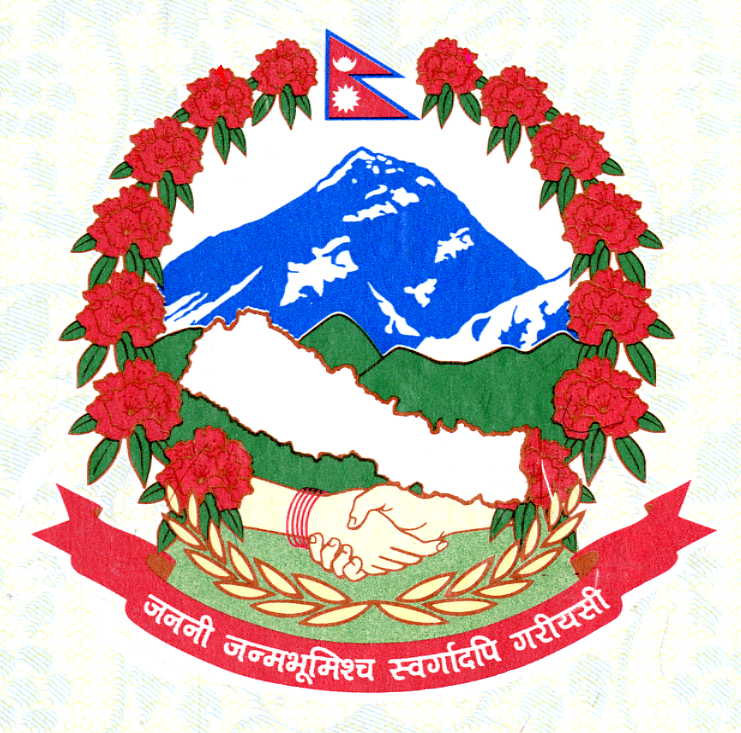
نشان نپال (۲۰۰۸-۲۰۲۰)

## نشان‌های ملی فرعی
نپال به هفت استان تقسیم شده‌است که هر یک از آنها یک نشان متمایز را به خود اختصاص داده‌اند.